# Metalectra temperata
Metalectra temperata là một loài bướm đêm trong họ Erebidae.